# Copyzero

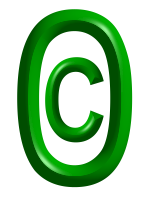
Il simbolo di Copyzero

Copyzero è un progetto promosso dal Movimento Costozero, un'associazione senza scopo di lucro che si batte per la gratuità del diritto alla comunicazione.
Lo scopo di Copyzero è quello di tutelare il diritto d'autore (copyright), l'open content e soprattutto il permesso d'autore (copyleft) a costo zero; un'idea interamente italiana, che nasce a Milano per poi diffondersi rapidamente in tutto il Web.
Copyzero è un meccanismo di tutela delle opere dell'ingegno che opera attraverso l'utilizzo della firma elettronica qualificata e della marca temporale. 
Quest'ultima in particolare permette di ottenere la prova della creazione di una determinata opera e quindi di poter stabilire un ordine cronologico con le altre e può essere fatta valere in giudizio fino a 20 anni  dalla data della sua emissione. La firma elettronica, invece, individua l'autore dell'opera e ne tutela i diritti patrimoniali e morali. Copyzero è inoltre economicamente conveniente in quanto la certificazione presso SIAE risulta decisamente più costosa.

## Come funziona
Il procedimento è molto semplice. L'autore deve convertire la propria opera in formato digitale, inserire i dati di copyright, l'eventuale licenza e infine apporre la firma elettronica e la marca temporale (disponibile al costo di euro 0,22 - 0,31) utilizzando una smart card (rilasciata da un ente certificatore accreditato presso la DigitPA), il relativo lettore (acquistabile presso un qualunque rivenditore di materiale informatico) e uno specifico software.

## Copyzero Online
Il procedimento per Copyzero Online (primo e unico servizio in Italia per la tutela del diritto d'autore completamente gratuito) è ancora più rapido. L'opera, dopo essere stata convertita in formato digitale, viene compressa in un archivio protetto da password e inviata direttamente a copyzero.org, insieme a un modulo compilato e un documento di identificazione. L'autore potrà poi scaricare da copyzero.org l'opera marcata temporalmente.

## Licenza Copyzero X
La licenza Copyzero X è uno strumento molto semplice grazie al quale qualsiasi utente può, tra le migliaia disponibili, scegliere la licenza che più fa al caso suo consentendo agli altri di copiare, distribuire, modificare la propria opera o meno. Inoltre, la licenza Copyzero X permette di:
1. precisare il digest SHA-1 specifico dell'opera in modo da poter associare opera e licenza;
2. licenziare i diritti connessi (se l'autore dell'opera non è anche titolare dei diritti connessi e una licenza non prende in considerazione anche questi, sia chi mette a disposizione l'opera sia chi ne fruisce commette un illecito);
3. certificare che il licenziante non è iscritto ad organismi di intermediazione, italiani o esteri.